# М'якушко Василь Омелянович
Василь Омелянович М'якушко (11 січня 1923 — 26 жовтня 2014) — начальник Першого Управління Комітету державної безпеки при Раді Міністрів Української РСР (1967—1971). Генерал-майор, Почесний співробітник зовнішньої розвідки України.

## Життєпис
Народився 11 січня 1923 року на хуторі М'якушки Решетилівського району Полтавської області. 
З лютого 1941 року працював інструктором фізичної культури. Під час Другої світової війни проходив військову службу заступником політичного керівника роти 209-го стрілецького полку 96-ї гірськострілецької дивізії Північного фронту (1941), червоноармійцем 5-ї прикордонної комендатури 32-го морського прикордонного загону (1941—1942), бійцем 5-ї прикордонної комендатури прикордонного посту «Дагомис» 32-го морського прикордонного загону (1942), мотористом прикордонного посту 36-го Сухумського прикордонного батальйону (1942).
Був секретарем бюро ВЛКСМ 2-ї прикордонної комендатури 36-го Сухумського прикордонного загону (1942—1943), комсоргом 1-ї прикордонної комендатури 36-го Сухумського прикордонного загону (1943—1944), практикантом відділу контррозвідки Народного комісаріату внутрішніх справ «Смерш» Грузинського прикордонного округу (1944) та оперуповноваженим «Смерш» Грузинського прикордонного округу з обслуговування суворовського училища (1944—1946).
У подальшому його призначено оперативним уповноваженим Відділу контррозвідки Міністерства державної безпеки, а після об'єднання органів держбезпеки та внутрішніх справ — Міністерства внутрішніх справ Ленінградського прикордонного округу. У 1948 році йому присвоєно військове звання старшого лейтенанта. Протягом трьох років, з вересня 1949 року по вересень 1952 року, він обіймав посаду старшого оперуповноваженого Відділу контррозвідки МВС Військово-Медичної академії (Ленінград).
У 1951 році отримує звання капітана. У 1952 році закінчує Військово-Юридичну академію Радянської Армії, а у 1954 році — Контррозвідувальний факультет школи № 101 Комітету державної безпеки при Раді Міністрів СРСР.
З серпня 1954 року служить у підрозділах зовнішньої розвідки, спочатку на посаді старшого оперуповноваженого одного з підрозділів Першого Головного управління КДБ при РМ СРСР. У 1954 році йому присвоєно військове звання майора. З січня по квітень 1955 року, він обіймає посаду старшого оперуповноваженого резерву призначення ПГУ КДБ при РМ СРСР. З квітня 1955 по січень 1961 працює у паризькій резидентурі Комітету держбезпеки. У цей період він обіймає посади у ПГУ КДБ при РМ СРСР старшого оперуповиоважеиого діючого резерву та помічника начальника відділу діючого резерву. У 1958 році йому присвоєно військове звання підполковника.
У січні 1961 року призначений заступником начальника Першого управління КДБ при Раді Міністрів Української РСР, у 1962 році він стає полковником, у лютому 1967 року очолює це управління.
Від січня 1971 року по серпень 1984 року заступник Голови КДБ при РМ Української РСР, здійснював кураторство зовнішньої розвідки та інших підрозділів. У 1972 році отримав військове звання генерал-майора.
З серпня 1984 по липня 1985 років перебував у резерві призначення Першого Головного управління КДБ при РМ СРСР та був слухачем курсів із підготовки кадрів для роботи в представництвах КДБ СРСР при органах безпеки соціалістичних країн. Після закінчення цих курсів, у липні 1985 року, його призначено керівником представництва КДБ СРСР при Міністерстві внутрішніх справ Народної Республіки Болгарія.
З травня 1991 року у відставці. 26 жовтня 2014 року помер у Києві.

## Нагороди та відзнаки
- орден «За заслуги» III ступеня (2008) [4]
- орден Богдана Хмельницького III ступеня (1995),
- орден Вітчизняної війни І ступеня (1985),
- орден Червоної Зірки (1970),
- 2 ордени Трудового Червоного Прапора (1967, 1977),
- відзнака «Почесний співробітник держбезпеки» (1958),
- відзнака «Почесний співробітник зовнішньої розвідки України» (2008)
- Медалі і відомчі нагороди СБ України та СЗР України.